# Piper hemmendorffii
Piper hemmendorffii är en pepparväxtart som beskrevs av C. Dc.. Piper hemmendorffii ingår i släktet Piper och familjen pepparväxter. Inga underarter finns listade i Catalogue of Life.